# Jaubari (Nawalparasi)
Jaubari (nep. जौबारी) – gaun wikas samiti w zachodniej części Nepalu w strefie Lumbini w dystrykcie Nawalparasi. Według nepalskiego spisu powszechnego z 2001 roku liczył on 571 gospodarstw domowych i 3888 mieszkańców (2008 kobiet i 1880 mężczyzn).